# Bistum Nancy-Toul
Das Bistum Nancy-Toul (lateinisch Dioecesis Nanceiensis-Tullensis, französisch Diocèse de Nancy et de Toul), gelegentlich auch einfach Bistum Nancy genannt, ist eine in Frankreich gelegene römisch-katholische Diözese auf dem Gebiet des Departements Meurthe-et-Moselle.

## Geschichte

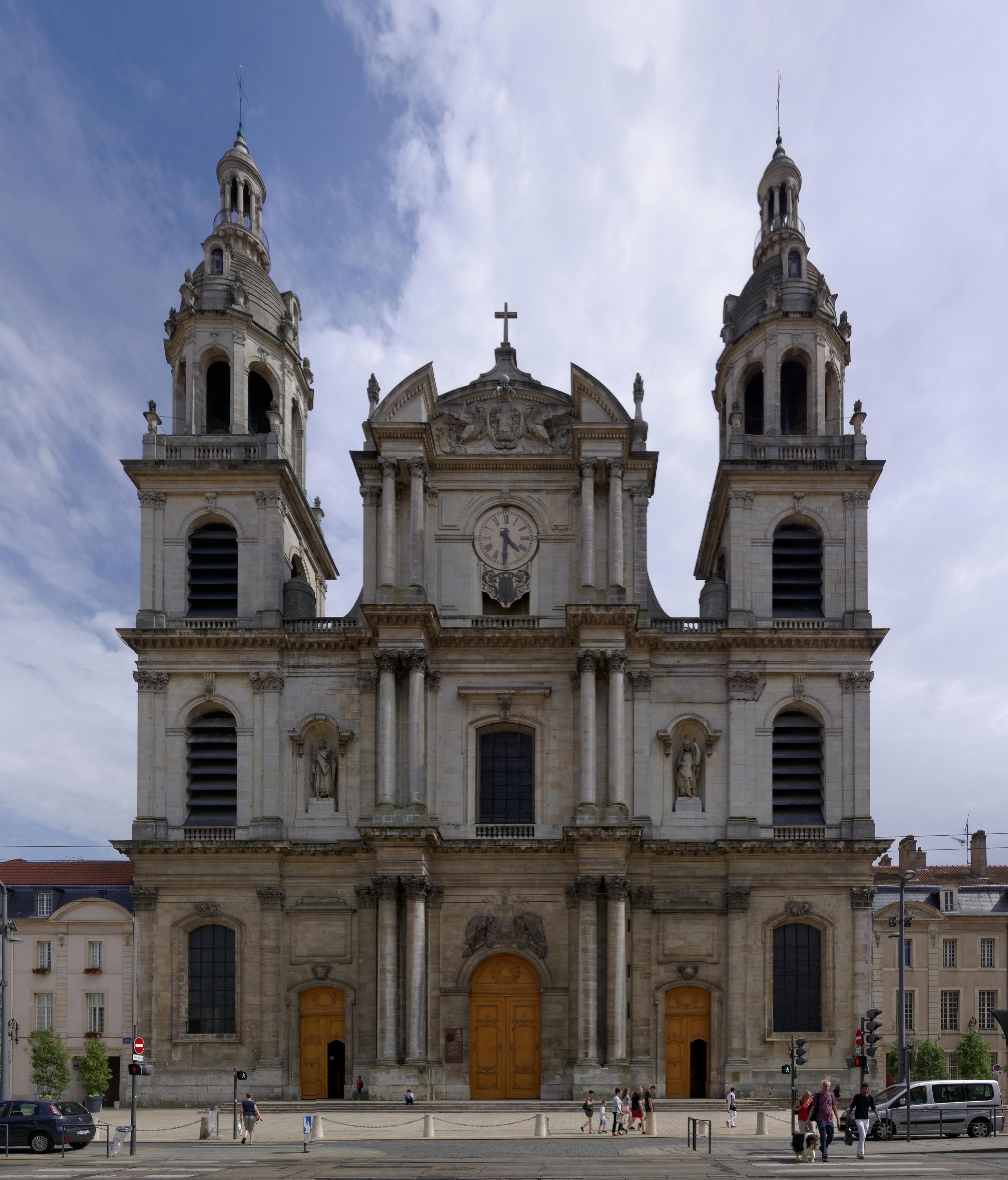
Kathedrale von Nancy

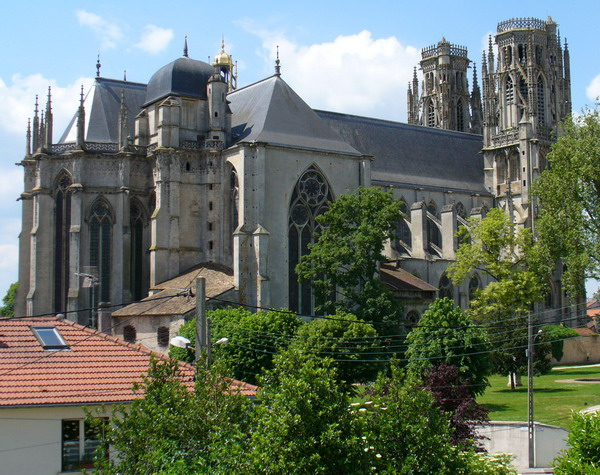
Konkathedrale in Toul

Seit dem 4. Jahrhundert gehörten die Gebiete um Nancy und Toul zum Bistum Toul und bildeten somit einen Teil der Trois-Évêchés, Suffragandiözesen des Erzbistums Trier.
Mit päpstlicher Bulle errichtete am 19. November 1777 Papst Pius VI. die Bistümer Nancy und Saint-Dié und Toul wurde entsprechend verkleinert. Beide Bistümer kamen zur Kirchenprovinz Trier.
Im Konkordat von 1801 zwischen dem Heiligen Stuhl und der Ersten Französischen Republik und mit der zu seiner Ausführung ergangenen päpstlichen Bulle Qui Christi Domini wurden die Bistümer Saint-Dié, Toul und Verdun mit Wirkung vom 29. November 1802 in das Bistum Nancy eingegliedert, das nun drei Departements umfasste: Meurthe, Meuse und Vosges. Die beiden Letzteren wurden 1822 abgetrennt und die Bistümer Saint-Dié und Verdun wiederhergestellt.
Mit diesem Konkordat wurden die Bistümer auch aus dem Kirchenprovinz Trier entlassen und in das französische Diözesansystem eingegliedert und als Suffragandiözese dem Erzbistum Besançon unterstellt.
Unter Papst Leo XII. wurden am 20. Februar 1824 die beiden Bistümer Toul und Nancy zum Bistum Nancy-Toul zusammengeschlossen.